# Eduardo Luis López
Luis Eduardo López Tavera (Bello, 2 de julio de 1978) es un periodista, narrador y locutor deportivo colombiano.

## Biografía
Eduardo Luis López nació en Bello es el hijo del periodista deportivo, Carlos Freddy López quién luego se pasó como relator en Antena 2 hasta 2010, incursionó a la televisión como periodista en cadena televisiva local en 2006 luego en ESPN hasta 2012, luego se pasó  a narrar los partidos de la Primera División del Fútbol Profesional Colombiano, Copa Libertadores, Copa Sudamericana, UEFA Champions League y Copa Mundial de Fútbol de la FIFA en varias cadenas televisivas en UNE Telecomunicaciones, Win Sports y llega en 2015 a RCN Televisión a reemplazar a William Vinasco Che que renunció debido a los malos resultados de rating en el Mundial Brasil 2014 para volver a tomar las riendas de la emisora Candela Estéreo, se caracteriza por imponer el estilo diferente y cómico a sus transmisiones como relator del fútbol.
Actualmente es relator y periodista en las cadenas Win Sports y RCN además es director de Saque Largo de Win Sports.
Es el dueño y propietario del Restaurante Pidan Domicilio PD inaugurado en 2019. En 2023 es relator suplente de los partidos en las eliminatorias a la Copa Mundial de Fútbol de 2026 en Canal RCN. 

### Trayectoria de los medios
| Año                     | Competencias | Medio                  |
| ----------------------- | --- | ---------------------- |
| 2005-2007               | Fútbol Profesional Colombiano Copa Colombia Copa Libertadores | Antena 2               |
| 2008-2012               | Fútbol Profesional Colombiano Copa Colombia | UNE Telecomunicaciones |
| 2012- presente          | Fútbol Profesional Colombiano Copa Colombia Superliga de Colombia | Win Sports             |
| 2015-2019 2022-presente | Fútbol Profesional Colombiano, UEFA Champions League, Mundial de la FIFA Rusia 2018, Mundial de la FIFA Catar 2022 Clasificación de Conmebol para la Copa Mundial de Fútbol | RCN Televisión         |